# Rubattino

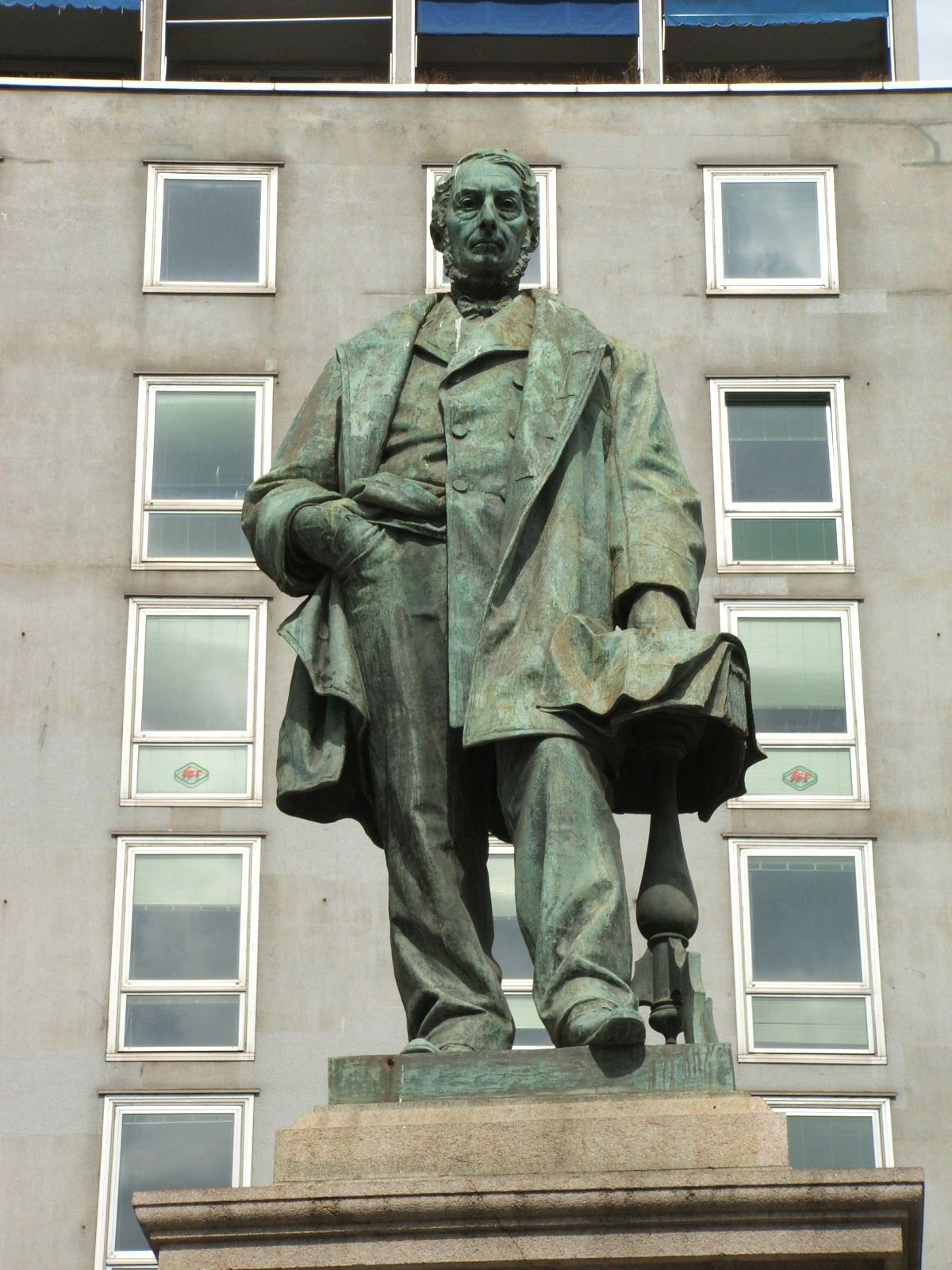
Rubattino-Denkmal in Genua (Augusto Rivalta, 1889)

Die Rubattino-Reederei war eine von dem Genueser Raffaele Rubattino (1810–1881) im Jahre 1835 gegründete Schifffahrtsgesellschaft Italiens.
Seit 1853 hielt Rubattino auch Anteile am Genueser Schiffbauunternehmen Ansaldo, das auch im Eisenbahnbau aktiv war. An der Einigung Italiens war die Rubattino-Reederei 1860 beteiligt, als sie Giuseppe Garibaldis Zug der Tausend nach Sizilien ermöglichte. Nachdem die Reederei in wirtschaftliche Schwierigkeiten gekommen war, wurde sie unter der Regie des Credito Mobiliare mit der Florio-Reederei aus Palermo zur Navigazione Generale Italiana fusioniert.
Die von Rubattino gegründete Reederei entwickelte sich nach der Einheit Italiens zu einem Förderer und Vorreiter des italienischen Kolonialismus.
Schon 1869 erwarb sie einige Aktien am Suez-Kanal. Im selben Jahr erwarb sie Land in der Bucht von Assab, welches sie 1870 bzw. 1880 ausbaute und 1882 an die italienische Regierung verkaufte. Ähnliche Investitionen im tunesischen Hafen La Goulette (Rubattino hatte 1880 die Konzession für die Bahnlinie nach Tunis erworben) scheiterten jedoch an der raschen Okkupation Tunesiens durch Frankreich 1881.
Selbst Karl May erwähnte 1882 in Christus oder Mohammed das Tunis-Engagement der Rubattino-Reederei.